# 007 Legends
007 Legends är ett datorspel till Microsoft Windows, Xbox 360, Playstation 3 och Wii U som släpptes 16 oktober 2012 utvecklat av Eurocom. Det är baserat på James Bond-filmerna för att fira 50-årsjubileet av filmserien.

## Spelupplägg
007 Legends bygger på samma spelmotor som användes i Eurocoms tidigare titel Goldeneye 007 Reloaded från 2011, 007 Legends har samma spelupplägg med det finns tillagda förändringar och modifieringar. Den största förändringen är mer smygbaserad upplägg, fiendens AI är mer misstänksam och undersöker. Under hela kampanjen hamnar spelaren i situationer som kräver att man smyger för att komma förbi men även springa och skjuta kommer som ett annat alternativ. Vid olika tillfällen slåss spelaren och använder knappar som måste användas för att spelaren inte ska bli besegrad. Det förekommer banor där spelaren kör bil och en bana där man åker skidor. Under uppdragen tjänar spelaren XP som kan köpa uppgraderingar till vapen som till exempel sikte, ljuddämpare och mer ammunition.

### Challenge
I Challenge deltar spelaren i olika utmaningar där man antingen ska smyga, eliminera eller försvara sig.

### Multiplayer
Man kan spela multiplayer hemma mellan två och fyra spelare, i online kan upp till 12 spelare delta, exempel på spelarlägen finns Legends där spelaren spelar en känd figur från olika Bondfilmer och Team Conflict där två lag spelar mot varandra. Spelaren kan tjäna XP, efter ha tjänat tillräckligt kan spelaren få nya möjligheter som till exempel nya vapen eller använda nya tillbehör till vapnet.

## Medverkande
| Figur                | Utseende          | Röst             |
| -------------------- | ----------------- | ---------------- |
| James Bond           | Daniel Craig      | Timothy Watson   |
| M                    | Judi Dench        | Judi Dench       |
| Bill Tanner          | Rory Kinnear      | Rory Kinnear     |
| Hugo Drax            | Michael Lonsdale  | Michael Lonsdale |
| Holly Goodhead       | Jane Perry        | Jane Perry       |
| Tracy Draco          | Diana Rigg        | Nicola Walker    |
| Pam Bouvier          | Carey Lowell      | Carey Lowell     |
| Franz Sanchez        | Robert Davi       | Rob David        |
| Dario                | Benicio del Toro  |                  |
| Ernst Stavro Blofeld | Fiktivt utseende  | Glenn Wrage      |
| Gustav Graves        | Toby Stephens     | Toby Stephens    |
| Zao                  | Rick Yune         | Jason Wong       |
| Jinx                 | Gabriela Montaraz | Madalena Alberto |
| Auric Goldfinger     | Gert Fröbe        | Timothy Watson   |
| Pussy Galore         | Honor Blackman    | Natasha Little   |
| Felix Leiter         | Demetri Goritsas  | Demetri Goritsas |
| Oddjob               | Harold Sakata     |                  |
| Hajen                | Richard Kiel      |                  |
| Eve Moneypenny       | Naomie Harris     | Naomie Harris    |

## Utveckling
Spelet är baserat på James Bond-filmerna för att fira 50-årsjubileet av filmserien, och innehåller uppdrag hämtade från sex James Bond-filmer som återberättas med bindning till alla filmerna. Vid den officiella uttalande från Activision av spelet 18 april 2012 kommenterade inte företaget vilka filmer som kommer att bli omgjorda i spelet, men nämnde att Skyfall kommer att fungera som avslutning i spelet.
Den första officiella trailern släpptes 21 maj 2012 och avslöjar att det första uppdraget kommer att vara baserat på filmen Moonraker. singleplayerläget har en XP och nivåreglering. Det andra uppdraget i spelet är baserat på filmerna I hennes majestäts hemliga tjänst, Tid för hämnd, Goldfinger och Die Another Day är med.
Bruce Ferstein som skrev till tre filmer och fyra i James Bonduniversumet, även manuskript med Rob Matthews arbetade för Eurocom.

## Mottagande
007 Legends mottogs av negativa recensioner från kritiker, IGN gav spelet betyget 4.5/10 och jämförde banorna baserade på filmerna som inte förekommer i spelet, den ansågs vara en dålig klon på Call of Duty-spelen. Spelet nominerades i kategori Outstanding Achievement in Video Game Writing av Writers Guild of America Award.